# 哈佛大学文理学院
哈佛大学文理学院（英語：Harvard Faculty of Arts and Sciences）是哈佛大學十一所學術學院之一，主要負責文、理及工科專業的教育，其轄下共有四個次學院及若干個學系部門，當中專門負責本科教育的哈佛學院更是哈佛大學的源流。此學院目前有教職員工700多名、本科生6650多名、碩士與博士研究生近3700名。

## 歷史
19世纪末期，哈佛大學由哈佛學院、法學院、醫學院、牙醫學院、勞倫斯科學學院、博西農學院组成。1890年，哈佛大學将哈佛学院與勞倫斯藝術與科學院合併。1948年，哈佛大学将文理学院下面的工程与应用科学系升级为文理学院的工程与应用科学学部，2007年，工程与应用科学学部被更名为工程与应用科学学院，仍然留在文理学院之内。

## 院系
按学生类型分类，哈佛大学文理学院可分为哈佛学院、文理研究院、法學院、工程与应用科学学院、继续教育学院（包括暑期学院与扩展学院）四大次學院。
按學科分類，哈佛藝術與科學學院可分為哲學系、英語系、羅曼語族語言與文學系、斯拉夫語族語言與文學系、凱爾特語族語言與文學系、法律系、經濟系、音樂系、數學系、統計系、物理系、化學與化學生物系、生物工程系、分子與細胞生物學系、人類學系、天文系、計算機科學系、電氣工程系、材料科學與機械工程系、環境科學與工程系。

## 附註
1. ↑  這裡的中文譯名與真正的美國文理學院（Liberal Arts Colleges）相同，但兩者有一定的分別。哈佛的文理學院提供研究課程並隸屬大學，但後者則主要為只提供本科教育的機構。